# Epischoenus gracilis
Epischoenus gracilis är en halvgräsart som beskrevs av Margaret Rutherford Bryan Levyns. Epischoenus gracilis ingår i släktet Epischoenus och familjen halvgräs. Inga underarter finns listade i Catalogue of Life.